# مشاع عشايري مختار بورحاجبي (اسماعيلي كرمان)
مشاع عشایري مختار بورحاجبي (بالإنجليزية: Masha-ye Ashayiri Mokhtar Purhajjbi)‏ هي منطقة سكنية تقع في إيران في كرمان. يقدر عدد سكانها بـ 95 نسمة .